# Karl-Martin Kuntze
Karl-Martin Kuntze (* 21. September 1948 in Quedlinburg) ist ein deutscher Politiker (CDU). Er war von 1994 bis 2002 Mitglied im Landtag von Sachsen-Anhalt.

## Ausbildung und Leben
Karl-Martin Kuntze machte 1967 Abitur an der EOS Aschersleben und schloss 1967 einen Lehre als Betriebsschlosser ab. 1967 bis 1971 studierte er an der Martin-Luther-Universität Halle-Wittenberg und wurde Diplomlehrer für Mathematik und Physik. 1978 bis 1979 absolvierte er ein Teilstudium Betriebswirtschaft (Gasthörer) mit Prüfung und war nach dem Studium Lehrer in Aschersleben. Vorübergehend war er Mitarbeiter in der CDU, 1977 bis 1990 war er Mitarbeiter, später Fachgebietsverantwortlicher für Softwareentwicklung im Bereich Forschung und Projektierung des Braunkohlekombinates Bitterfeld.
Karl-Martin Kuntze, der evangelischer Konfession ist, ist verheiratet.

## Politik
Karl-Martin Kuntze wurde 1970 Mitglied der DDR-Blockpartei CDU. Seit 1989 war er in verschiedenen Vorstandsämtern der CDU aktiv. 1990 bis 1994 war er Beigeordneter für Bildung und Kultur der Stadt Halle (Saale).
Er wurde bei den Landtagswahlen 1994 und 1998 über die Landesliste in den Landtag von Sachsen-Anhalt gewählt. Dort war er Mitglied im Ausschuss für Recht und Verfassung, im Wahlprüfungsausschuss und im Ausschuss für Bildung und Wissenschaft.
Weiterhin war er 1988 bis 1993 Mitglied des  Gemeindekirchenrats und der Kreissynode, 1992 bis 1997 Mitglied im Direktorium der Franckeschen Stiftungen und seit 1994 Mitglied im Kuratorium der Gesellschaft der Freunde der Halleschen Philharmonie.